# Кулой (приток на Вага)
Кулой (Кула) (на руски: Кулой, Кула) е река във Вологодска и Архангелска област на Русия, десен приток на Вага (ляв приток на Северна Двина). Дължина 206 km. Площ на водосборния басейн 3300 km².
Река Кулой води началото си от Сонджукското езеро, разположено на 159,5 m н.в., в централната част на Вологодска област. Тече предимно в широка долина на север, а в най-долното течение на запад, като прави големи завои. Влива се отдясно в река Вага (ляв приток на Северна Двина), при нейния 369 km, на 67 m н.в., на 6 km югоизточно от град Велск, в южната част на Архангелска област. Основни притоци: леви – Сивчуга (82 km); десни – Коленга (150 km), Болшая Селменга (62 km). Има смесено подхранване с преобладаване на снежното. Среден годишен отток на 53 km от устието 8,74 m³/s, с ясно изразено пълноводие от края на април до началото на юни. Замръзва през октомври или ноември (в някои години през декември), а се размразява през април или началото на май. По течението на реката са разположени няколко десетки, предимно малки населени места.